# Paul Winfield
Paul Edward Winfield (ur. 22 maja 1939 w Los Angeles, zm. 7 marca 2004 tamże) – amerykański aktor.

## Życiorys
Studiował na uniwersytetach w Portland, Stanford i Los Angeles. Miał na koncie wiele ról teatralnych, kinowych i telewizyjnych. Za rolę w filmie Sounder (1972) był nominowany do Oscara (wystąpił wiele lat później także w remake’u telewizyjnym tego filmu).
W roku 2004 Winfield miał atak serca, który zakończył się dla niego śmiercią. Miał sześćdziesiąt cztery lata. Ostatnie trzydzieści lat życia spędził wraz ze swoim homoseksualnym partnerem, architektem Charles S. Gillan Jr., który zmarł dwa lata wcześniej na raka kości.

## Filmy kinowe
- Green Eyes (1977)
- Damnation Alley
- A Hero Ain’t Nothin’ But a Sandwich
- Star Trek II: Gniew Khana
- White Dog
- Uznany za niewinnego
- Marsjanie atakują!
- Terminator

## Filmy i seriale tv
- Gdzie diabeł mówi dobranoc[2] 1992, nagroda tv Emmy
- Korzenie – następne pokolenia
- Julia
- Strażnik Teksasu (Walker, Texas Ranger)
- Jordan (Crossing Jordan)
- Prawnicy z miasta aniołów (L.A. Law)
- Dotyk anioła (Touched by an Angel)
- Babilon 5
- Perry Mason